# Венера плюс X
Венера плюс X (англ. Venus Plus X) — науково-фантастичний роман американського письменника Теодора Стерджена, опублікований у 1960 році. Девід Прінґл включив її до своєї книги «Наукова фантастика: 100 найкращих романів».

## Сюжет
Головний герой, Чарлі Джонс, викрадений з Нью-Йорка 20 століття і вирушає в майбутнє Землі до Ледома. У Ледомі передова технологія дозволяє людям припинити насильство, голод, перенаселення, забруднення і навіть контролювати час і простір.
Історія досліджує зміни в суспільстві, коли гендер став предметом минулого. Ледом — це «цивілізація, для якої різниці між чоловіком та жінкою та людськими втіхами більше не існує».